# Juan Zizioulas
Ioannis Zizioulas (en griego: Ιωάννης Ζηζιούλας, 10 de enero de 1931-2 de febrero de 2023) fue un religioso griego,  obispo metropolitano del metropolitanato de Pérgamo y Adramitio de la Iglesia ortodoxa de Constantinopla.

## Teología
Según Zizioulas en la Iglesia primitiva se puede ver claramente la identificación existente entre la «sinasis» eucarística y la Iglesia. La Eucaristía es el advenimiento constitutivo del ser de la Iglesia, que permite a la Iglesia ser. El ser de la Iglesia está constituido simultáneamente por el factor cristológico y pneumatológico. La Eucaristía es la fuente de la naturaleza bautismal de la comunidad, de las diferentes "órdenes" y del rol preponderante del obispo. Al respecto, es bueno subrayar como, en relación con la unidad de la Iglesia local, la Eucaristía celebrada por el obispo sea distinta a aquella celebrada por el presbítero. En base al principio de la «unidad en la identidad», dirá que la Iglesia es católica no como suma de muchas partes unidas en la misma fe, sino en cuanto que la multiplicidad de la Iglesias encuentra su unidad gracias a la identidad mística de cada una con Cristo en la Eucaristía y en el obispo.
Respecto a Nicolás Afanasieff, Zizioulas valorizaba mayormente la ortodoxia como condición para la unidad eucarística (y precisa que no ha sido con Cipriano, sino en reacción a las herejías, que se cambió el acento de la unidad eucarística a la unidad de fe), y evidencia la unidad canónica que deriva de esta última.